# Élections régionales de 2010 à La Réunion
Pour un article plus général, voir Élections régionales françaises de 2010.
Les élections régionales ont eu lieu les 14 et 21 mars 2010 à La Réunion.

## Résultats
| Tête de liste  | Tête de liste        | Liste              | Premier tour | Premier tour | Second tour | Second tour | Sièges | Sièges |
| Tête de liste  | Tête de liste        | Liste              | #            | %            | #           | %           | #      | %      |
| -------------- | -------------------- | ------------------ | ------------ | ------------ | ----------- | ----------- | ------ | ------ |
|                | Paul Vergès *        | PCR-Free Dom-MoDem | 71 638       | 30,22        | 112 201     | 35,55       | 12     | 26,67  |
|                | André Thien Ah Koon  | DVD                | 12 734       | 5,37         | 112 201     | 35,55       | 12     | 26,67  |
|                | Didier Robert        | UMP-NC-LGM         | 62 643       | 26,43        | 143 485     | 45,46       | 27     | 60,00  |
|                | Nadia Ramassamy      | DVD                | 14 023       | 5,92         | 143 485     | 45,46       | 27     | 60,00  |
|                | Michel Vergoz        | PS-MRC             | 30 970       | 13,07        | 59 933      | 18,99       | 6      | 13,34  |
|                | Jean-Paul Virapoullé | DVD                | 15 959       | 6,73         |             |             |        |        |
|                | Eric Magamootoo      | DVD                | 11 818       | 4,99         |             |             |        |        |
|                | Vincent Defaud       | Verts              | 11 700       | 4,94         |             |             |        |        |
|                | Aniel Boyer          | NR                 | 2 097        | 0,88         |             |             |        |        |
|                | Jean-Yves Payet      | LO                 | 1 945        | 0,82         |             |             |        |        |
|                | Johny Arnachellum    | DVD                | 1 269        | 0,54         |             |             |        |        |
|                | Daniel Pouny         | DVD                | 231          | 0,10         |             |             |        |        |
|                |                      |                    |              |              |             |             |        |        |
| Inscrits       | Inscrits             | Inscrits           | 550 399      | 100,00       | 550 480     | 100,00      |        |        |
| Abstentions    | Abstentions          | Abstentions        | 301 211      | 54,73        | 221 856     | 40,30       |        |        |
| Votants        | Votants              | Votants            | 249 188      | 45,27        | 328 624     | 59,70       |        |        |
| Blancs et nuls | Blancs et nuls       | Blancs et nuls     | 12 161       | 4,88         | 13 005      | 3,96        |        |        |
| Exprimés       | Exprimés             | Exprimés           | 237 027      | 95,12        | 315 619     | 96,04       |        |        |

## Les élus
Les élections ont permis de désigner 45 conseillers régionaux. Certains ont démissionné ultérieurement pour diverses raisons.

### ListeLa Réunion en confiance
- Didier Robert, UMP
- Nadia Ramassamy
- Frédéric Cadet
- Virginie K'Bidi
- Yoland Velleyen, UMP
- Valérie Bénard, UMP
- David Lorion, UMP
- Corinne Payet, NC
- Jean-Louis Lagourgue, NC
- Yolaine Costes, UMP
- Paulet Payet, UMP
- Viviane Malet, UMP
- Jean-François Sita, UMP
- Marie Patricia Doxiville kichenaman, UMP
- Serge Camatchy
- Marie-Jeanne Elisabeth, NC
- Dominique Fournel, UMP
- Fabienne Couapel Sauret, UMP
- Raymond Tong-Yette, UMP
- Marie Huguette Vidot, UMP
- Olivier Rivière
- Marie-Andrée Lacroix Faveur, UMP
- Bertrand Grondin, LGM
- Colette Caderby
- Vincent Payet, UMP
- Patricia Pilorget, UMP
- Alain Guezello, UMP

### ListeL'Alliance
- Paul Vergès, PCR
- Catherine Gaud
- Camille Sudre, Free Dom
- Maya Césari
- Philippe Jean-Pierre
- Rahiba Dubois
- Michel Lagourgue, MoDem
- Aline Murin Hoarau, société civile
- Élie Hoarau, PCR
- Yasmina Panshbaya, Free Dom
- André Thien Ah Koon
- Béatrice Leperlier, mouvement de jeunes

### ListePour une Réunion plus juste avec l'union des Socialistes
- Michel Vergoz, PS
- Monique Orphé	, PS
- Jean-Jacques Vlody, PS
- Erika Bareigts, PS
- Alain Télégone, PS
- Christine Soupramanien, MRC

- Michel Vergoz démissionne le 26 octobre 2011 pour cause de cumul de mandats et est remplacé par Gérard Perrault (PS)
- Monique Orphé démissionne le 19 juillet 2012 pour cause de cumul de mandats et est remplacée par Béatrice Vélia (PS)
- Jean-Jacques Vlody démissionne le 19 juillet 2012 pour cause de cumul de mandats et est remplacé par Axel Zettor
- Erika Bareigts démissionne le 19 juillet 2012 pour cause de cumul de mandats et est remplacée par Colette Fontaine (PS)